# Maceracja (farmacja)
Maceracja – jedna z metod wydzielania składników z materiału roślinnego, stosowana dawniej w preparatyce farmaceutycznej.
Polega na wyodrębnieniu wybranych składników z materiału (najczęściej świeżego lub suchego surowca roślinnego), poprzez moczenie go w rozpuszczalniku najczęściej wodzie. Wytrawianie surowca metodą maceracji trwa do momentu wyrównania stężeń między surowcem a uzyskiwanym płynem. Nie można tą metodą uzyskać preparatów zagęszczonych. Preparaty uzyskane metodą maceracji to maceraty.

## Przebieg maceracji
Macerację przeprowadza się przy użyciu wody o temperaturze pokojowej. Surowiec grubo rozdrobniony lub całe nasiona (np. siemię lniane maceruje się nierozdrobnione) zwilża się niewielką ilością wody, odcedza i przenosi do naczynia, w którym zalewa się go odpowiednią dla danego surowca ilością wody. Następnie miesza się dokładnie i pozastawia na 30 minut pod przykryciem. Otrzymany wyciąg przecedza się przez gazę i uzupełnia wodą do żądanej objętości przelewając ją przez użytą wcześniej do cedzenia gazę z pozostałym surowcem. Zwykle uzyskuje się ilość maceratu 20 razy większą od ilości użytego surowca.
W warunkach przemysłowych często prowadzi się macerację w sposób nieco zmodyfikowany:
- Maceracja jednostopniowa. Rozdrobniony surowiec umieszcza się w zamkniętym pojemniku, zalewa wymaganą ilością rozpuszczalnika i pozostawia na określony czas w chłodnym miejscu, często mieszając. Po upływie czasu maceracji zlewa się znad surowca macerat, a pozostałość wyciska w prasie. Metoda ta jest długotrwała (7-10 dni) i powoduje stratę części substancji czynnych zawartych w surowcu.
  - maceracja prosta (statyczna)
  - maceracja z mieszaniem (dynamiczna)
  - maceracja wibracyjna
  - maceracja ultradźwiękowa
  - turboekstrakcja (ekstrakcja wirowa)
  - dygestia - wytrawianie surowca roślinnego w podwyższonej temperaturze (30-50 °C). Można ją stosować gdy zawarte w surowcu związki czynne nie ulegają w tych warunkach rozkładowi.
- Maceracja wielostopniowa. Wytrawianie prowadzi się w kilku etapach stosując jednorazowo tylko część rozpuszczalnika.
  - maceracja wielokrotna – wytrawianie surowca podzielonymi porcjami rozpuszczalnika
  - maceracja stopniowa – wytrawianie surowca z osobna poszczególnymi składnikami złożonego rozpuszczalnika, np. gdy rozpuszczalnikiem jest mieszanina wody i alkoholu, najpierw wytrawia się surowiec alkoholem, a następnie wodą i uzyskane wyciągi miesza się.